# Lockenmühle
Lockenmühle (fränkisch: Loggn-mil) ist ein Gemeindeteil des Marktes Flachslanden im Landkreis Ansbach (Mittelfranken, Bayern). Lockenmühle liegt in der Gemarkung Neustetten.

## Geografie
Der Weiler liegt am Mettlachbach und am Rohrgraben, der im Ort als linker Zufluss in den Mettlachbach mündet. Im Westen grenzt das Ebenholz an. Ein Anliegerweg führt nach Neustetten (1,7 km nordwestlich).

## Geschichte
Der Ort wurde in Vetter’schen Oberamtsbeschreibungenen von 1732 als „Flocken Mühl“ erstmals schriftlich erwähnt. Seit 1796 ist die Form „Lockenmühl“ bezeugt. Es ist unklar, wie es zu dieser Abänderung kam. E. Fechter nimmt an, dass „Lockenmühl“ der ursprüngliche Name war, der sich von dem Familiennamen des Besitzers ableitete. Daneben gibt es noch die Bezeichnung „Klingenmühl“. Dieser Name erklärt sich aus der schluchtartigen Lage des Ortes.
Gegen Ende des 18. Jahrhunderts gehörte die Lockenmühle zur Realgemeinde Neustetten. Die Mühle hatte das Deutschordenskommende Nürnberg als Grundherrn.
Von 1797 bis 1808 unterstand der Ort dem Justiz- und Kammeramt Ansbach.
Im Rahmen des Gemeindeedikts wurde Lockenmühle dem 1808 gebildeten Steuerdistrikt Virnsberg und der 1811 gegründeten Ruralgemeinde Virnsberg zugeordnet. Am 12. Juni 1824 wurde Lockenmühle in die neu gebildete Gemeinde Neustetten umgemeindet. Im Zuge der Gebietsreform in Bayern wurde diese Gemeinde am 1. Januar 1972 in den Markt Flachslanden eingegliedert.

## Einwohnerentwicklung
| Jahr      | 001818 | 001840 | 001861 | 001871 | 001885 | 001900 | 001925 | 001950 | 001961 | 001970 | 001987 | 002011 | 002017 | 002022 |
| Einwohner | 12     | 9      | 8      | 9      | 4      | 16     | 9      | 16     | 13     | 14     | 13     | 10     | 9      | 6      |
| Häuser    | 2      | 2      |        |        | 2      | 2      | 3      | 4      | 3      |        | 3      |        |        |        |
| Quelle    | [ 13 ] | [ 14 ] | [ 15 ] | [ 16 ] | [ 17 ] | [ 18 ] | [ 19 ] | [ 20 ] | [ 21 ] | [ 22 ] | [ 23 ] |        |        | [ 1 ]  |

## Religion
Die Einwohner evangelisch-lutherischer Konfession sind bis heute nach St. Laurentius (Flachslanden) gepfarrt. Die Einwohner römisch-katholischer Konfession waren ursprünglich nach Mariä Himmelfahrt (Sondernohe) gepfarrt, seit der zweiten Hälfte des 19. Jahrhunderts ist die Pfarrei St. Dionysius (Virnsberg) zuständig.